# Guipronvel

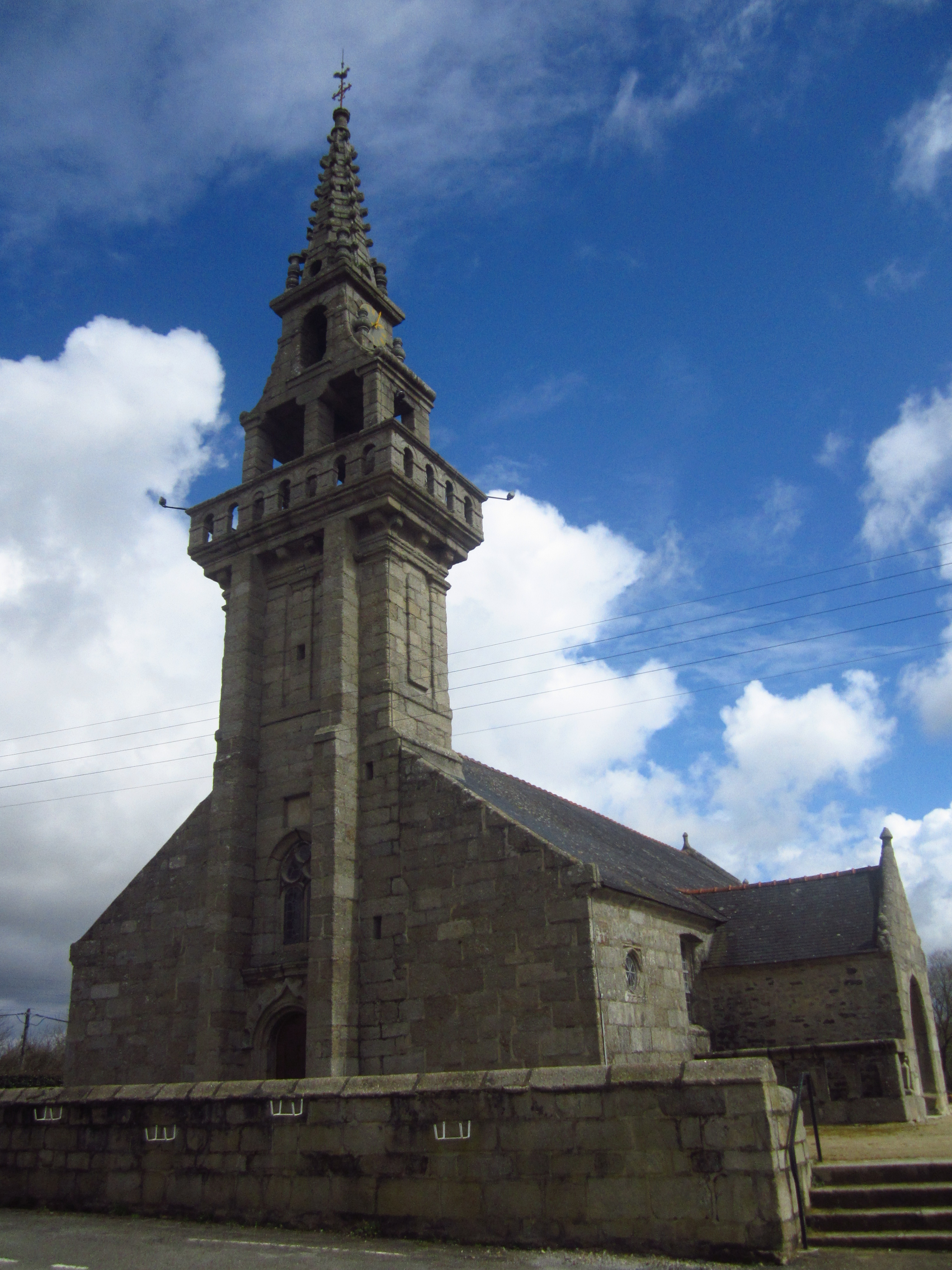
Kerk

Guipronvel is een plaats en voormalige gemeente in het Franse departement Finistère (regio Bretagne) en telt 680 inwoners (2004). De plaats maakt deel uit van het arrondissement Brest. Guipronvel is op 1 januari 2017 gefuseerd met de gemeente Milizac tot de gemeente Milizac-Guipronvel. 

## Geografie
De oppervlakte van Guipronvel bedraagt 8,4 km², de bevolkingsdichtheid is 81,0 inwoners per km².
De onderstaande kaart toont de ligging van Guipronvel met de belangrijkste infrastructuur en aangrenzende gemeenten.

## Demografie
Onderstaande figuur toont het verloop van het inwonertal (bron: INSEE-tellingen).